# Weihermühle (Mainleus)
Weihermühle (oberfränkisch: Waijeasch-miel) ist ein Gemeindeteil des Marktes Mainleus im Landkreis Kulmbach (Oberfranken, Bayern). Weihermühle liegt in der Gemarkung Buchau.

## Geografie
Weihermühle liegt in direkter Nachbarschaft zu Krötennest im Osten am Lopper Bach und am Wüstendorfer Bach, der dort als linker Zufluss in den Lopper Bach mündet. Die beiden Orte sind vom Römerholz umgeben. Die Kreisstraße KU 4 führt nach Peesten (2,7 km südöstlich) bzw. nach Buchau (0,9 km nordwestlich).

## Geschichte
Die Mühle wurde 1655 erstmals urkundlich erwähnt. Sie gehörte damals zu Krötennest. 1811 wurde sie erstmals „Kröten- oder Weyhersmühle“ genannt. Namensgebend war die Kröte bzw. der Weiher.
Gegen Ende des 18. Jahrhunderts bestand Weihermühle aus einem Anwesen. Das Hochgericht übte das bambergische Centamt Weismain aus. Das Giech’sche Amt Buchau war Grundherr der Mühle.
Mit dem Gemeindeedikt wurde Weihermühle dem 1811 gebildeten Steuerdistrikt Buchau und der 1818 gebildeten gleichnamigen Ruralgemeinde zugewiesen. Am 1. Januar 1972 wurde die Gemeinde Buchau im Zuge der Gebietsreform in Bayern nach Mainleus eingemeindet.
Seit den 1960er Jahren war Weihermühle eine Jugendheimstätte der Inneren Mission mit einer Anstaltsberufsschule. Derzeit wird Weihermühle als Jugendherberge genutzt, eine Einrichtung des Evangelisch-Lutherischen Dekanats Kulmbach. Es war geplant, Weiherhaus zu einer Jugendbildungsstätte auszubauen. 2018 wurde jedoch entschieden, das Jugendhaus Neukirchen zu einer solchen zu machen.

### Einwohnerentwicklung
| Jahr      | 001818 | 001861 | 001871 | 001885 | 001900 | 001925 | 001950 | 001961 | 001970 | 001987 |
| Einwohner | *      | 5      | 6      | 4      | 3      | 1      | 8      | 52     | 35     | †      |
| Häuser    | *      |        |        | 1      | 1      | 1      | 1      | 1      |        | †      |
| Quelle    | [ 7 ]  | [ 13 ] | [ 14 ] | [ 15 ] | [ 16 ] | [ 17 ] | [ 18 ] | [ 9 ]  | [ 19 ] | [ 20 ] |

## Religion
Weihermühle ist evangelisch-lutherisch geprägt und nach St. Michael (Buchau) gepfarrt.